# Wankaner
Wankaner là một thành phố và khu đô thị của quận Rajkot thuộc bang Gujarat, Ấn Độ.

## Địa lý
Wankaner có vị trí 22°37′B 70°56′Đ / 22,62°B 70,93°Đ Nó có độ cao trung bình là 81 mét (265 feet).